# Ideogram
Ideogram是由Ideogram, Inc.所開發的免費增值文本轉圖像生成模型，採用深度學習方法根据自然语言技術，能夠根據提示的自然語言描述生成數位圖像。與其他文本轉圖像模型相比，該模型在圖像中生成可讀文本的能力更強。

## 歷史
Ideogram於2022年由Mohammad Norouzi、William Chan、Chitwan Saharia 與Jonathan Ho創立，旨在開發一款更優秀的文本轉圖像模型。
在獲得由安德里森·霍羅維茲與Index Ventures領投的1650萬美元種子基金後，Ideogram 於2023年8月22日首次發布了其0.1版本模型。
2024年2月，在同年發布1.0版本模型後，Ideogram又籌集了8000萬美元資金。
2024年夏季，Aidan Gomar加入Ideogram。
2024年8月，Ideogram發布了2.0版本模型。該模型提供多種風格，包括現實風格、設計風格、3D風格及動漫風格，並在生成文本方面具備更強能力。

## 外部連結
- 官方网站